# Mar Chiquita partido
Mar Chiquita egy partido Argentína középpontjától keletre, Buenos Aires tartományban. Székhelye Coronel Vidal.

## Népesség
A partido népessége a közelmúltban a következőképpen változott:
| Év   | Lakosság |
| ---- | -------- |
| 2001 | 17 724   |
| 2010 | 21 279   |